# Čchungmu
Čchungmu (korejsky 충무, v anglickém přepisu Chung-Mu nebo Choong-Moo) je tul, který se učí nositelé technického stupně 1. kup v bojovém umění taekwondo. Autory tulu jsou generál Čchö Honghŭi a plukovník Nam Tchehŭi. Byl jedním z tulů, které se vyučovaly už ve škole Odogwan. Patří mezi prvních 5 tulů, které byly uvedené v manuálu pro taekwondo z roku 1959.

## Významy

### Význam názvu
Čchungmu je posmrtné jméno admirála I Sun-sina, který sloužil za dynastie Čoson. Je považován za vynálezce obrněných bitevních lodí Kobukson.

### Význam poslední techniky
Vzor končí úderem levou rukou, což symbolizuje jeho smrt zboudilou kulkou, která ho připravila o možnost prokázat svou loajalitu vůči králi.

## Pohyby vzoru
Výchozí postoj: naranhi čunbi sogi
1. ↵ niundža so sang sonkchal makki
2. ↑ konnun so sonkchal nopchunde ap terigi
3. ↷ niundža so sonkchal tebi makki
4. ↑ konnun so opchun sonkut nopchunde tulkchi
5. ↲ niundža so sonkchal tebi makki
6. ↷ koburjo čunbi sogi A
7. kaunde jopčcha čirugi, orun nopchunde jop čirugi
8. ↶ niundža so sonkchal tebi makki
9. ⇡ tvimjo jopčcha čirugi
niundža so sonkchal tebi makki
10. ↬ niundža so pakat pchalmok nadžunde makki
11. konnun čunbi sogi (zvednout ruce)
12. murup olljo čchagi
13. ↶ konnun so sonkchal tung nopchunde ap terigi
14. nopchunde tolljo čchagi
15. ↶ kaunde twitčcha čirugi, parun tongdžak (pohyb rukou není předepsán)
16. ↓ niundža so pchalmok tebi makki
17. kaunde tolljo čchagi
18. ↱ kodžong so tigutča makki
19. ↺ tvimjo tolmjo niundža so sonkchal tebi makki
20. ↑ konnun so tvidžibun sonkut nadžunde tulkchi
21. niundža so tung čumok joptwit terigi, wen pakat pchalmok nopchunde makki
22. ↑ konnun so son sonkut tulkchi, sonbadak nerjo makki
23. ↬ konnun so tu pchalmok nopchunde makki
24. ↰ annun so pakat pchalmok ap makki
annun so tung čumok nopchunde jop terigi (standardní rychlost technik)
25. ↶ kaunde jopčcha čirugi, orun nopchunde jop čirugi
26. ↑ kaunde jopčcha čirugi, wen nopchunde jop čirugi
27. ↷ niundža so kjočcha sonkchal momčchuo makki
28. ↑ konnun so tu sonbadak olljo makki
29. ↷ konnun so čchukchjo makki
30. konnun so pande ap čirugi

Závěrečný postoj: ↰ naranhi čunbi sogi